# SMS Magdeburg
O SMS Magdeburg foi um cruzador rápido operado pela Marinha Imperial Alemã e a primeira embarcação da Classe Magdeburg, seguido pelo SMS Breslau, SMS Strassburg e SMS Stralsund. Sua construção começou em  abril de 1910 nos estaleiros da AG Weser em Bremen e foi lançado ao mar em maio de 1911, sendo comissionado na frota alemã em agosto do ano seguinte. Era armado com uma bateria principal composta por doze canhões de 105 milímetros, tinha um deslocamento carregado de mais de quatro mil toneladas e alcançava uma velocidade máxima de 27 nós.
O Magdeburg teve um início de carreira tranquilo, realizando cruzeiros internacionais e participando de exercícios de treinamento. A Primeira Guerra Mundial começou em agosto de 1914 e o navio disparou os primeiros tiros da guerra contra os russos, quando bombardeou Libau. Participou de mais bombardeios até encalhar no dia 26 em Odensholm. Foi tomado pelos russos, que recuperaram três livros de código, repassando um para o Reino Unido. Isto permitiu que os britânicos decodificassem as transmissões alemãs. Seus destroços foram parcialmente desmontados e então destruídos.

## Características
Os cruzadores rápidos da Classe Magdenburg foram projetados em resposta aos cruzadores de batalha britânicos da Classe Invincible, que era mais rápidos do que os cruzadores rápidos alemães existentes. Para que a velocidade na nova classe fosse aumentada, motores mais potentes foram instalados e seus cascos alongados para terem uma melhor eficiência hidrodinâmica. Além disso, armações longitudinais foram usadas a fim de reduzir peso. A Classe Magdenburg também foi a primeira de cruzadores rápidos alemães com um cinturão de blindagem, necessitado pela adoção de canhões mais potentes de 152 milímetros por parte dos cruzadores rápidos britânicos.
O Magdeburg tinha 138,7 metros de comprimento de fora a fora, boca de 13,5 metros e calado de 4,4 metros à vante. Seu deslocamento normal era de 4 463 toneladas e o deslocamento carregado de 4 570 toneladas. Seu sistema de propulsão tinha dezesseis caldeiras Marine que alimentavam três turbinas a vapor Bergmann, cada uma girando uma hélice. As caldeiras queimavam carvão com óleo combustível borrifado para aumentar a taxa de queima. A potência indicada era de 25,8 mil cavalos-vapor (18,4 mil quilowatts) para uma velocidade máxima de 27,6 nós (51,1 quilômetros por hora), mas durante os testes marítimos produziram 30 326 cavalos-vapor (22 299 quilowatts). Podia carregar até 1,2 mil toneladas de carvão e 106 toneladas de óleo combustível para uma autonomia de 5 820 milhas náuticas (10 780 quilômetros) a doze nós (22 quilômetros por hora). A tripulação tinha dezoito oficiais e 336 marinheiros.
Era armado com doze canhões calibre 45 de 105 milímetros em montagens pedestais individuais, duas lado a lado no castelo de proa, duas lado a lado na popa e quatro em cada lateral à meia-nau. Também tinha dois tubos de torpedo de quinhentos milímetros submersos, um em cada lateral. Podia levar também até 120 minas navais. Seu cinturão de blindagem tinha sessenta milímetros de espessura à meia-nau. O convés era coberto por placas de blindagem de até sessenta milímetros, enquanto a torre de comando era protegida por laterais de cem milímetros.

## Carreira

### Tempos de paz

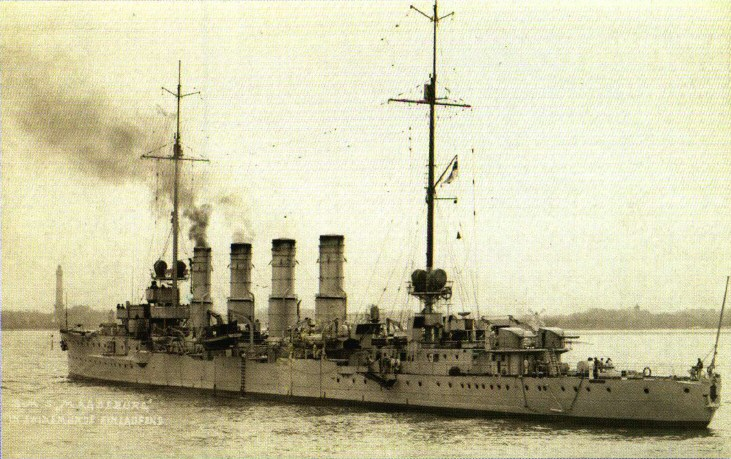
O Magdeburg em Swinemünde em 1912

O Magdeburg foi encomendado sob o nome provisório de Ersatz Bussard, com o contrato de construção sendo firmado em dezembro de 1909 com os estaleiros da AG Weser em Bremen. Seu batimento de quilha ocorreu em abril de 1910 e foi lançado ao mar em 13 de maio de 1911, quando foi batizado por Hermann Otto Reimarus, o prefeito da homônima Magdeburgo. Iniciou seus testes marítimos em 12 de agosto de 1912 e foi comissionado na Frota de Alto-Mar oito dias depois, com seu primeiro oficial comandante tendo sido o capitão de fragata Heinrich Rohardt. Seus testes marítimos iniciais foram realizados antes da instalação de sua primeira chaminé. Foi usado em 1º de dezembro como navio de teste de torpedos, substituindo o cruzador rápido SMS Augsburg. Mais tarde no mesmo mês zarpou para um cruzeiro pelo Mar Báltico com outros navios que foram organizados em uma esquadra de treinamento.
Outro cruzeiro semelhante ocorreu no início de abril de 1913, enquanto em junho se juntou ao resto da frota para o cruzeiro anual para a Noruega. O Magdeburg zarpou em agosto para o Oceano Atlântico, indo até Tenerife nas Ilhas Canárias. Durante esta viagem participou de experimentos com telegrafia sem fio. Voltou para casa e em seguida participou das manobras anuais da frota no Mar do Norte. Depois disso o cruzador foi para Danzig para uma manutenção que durou de meados de setembro até o final de outubro. Retomou deveres de navio de teste de torpedos em 26 de outubro, porém mais tarde no ano juntou-se à frota para exercícios no Kattegat, depois do qual fez outro cruzeiro de treinamento pelo Báltico em dezembro. O ano de 1914 começou com exercícios junto da esquadra de treinamento. O Magdeburg foi recebeu ordens de patrulhar a Baía de Kiel e proteger as defesas do porto enquanto as tensões na Europa cresciam durante a Crise de Julho. Durante uma dessas patrulhas no dia 27 encontrou os couraçados franceses France e Jean Bart, que tinham levado o presidente Raymond Poincaré em uma visita para a Rússia.

### Primeira Guerra
A Primeira Guerra Mundial começou no início de agosto e o navio foi designado para a Divisão de Defesa Litorânea no Báltico, comandada pelo contra-almirante Robert Mischke. Uma força ofensiva foi criada com o Magdeburg, Augsburg e os barcos torpedeiros SMS V25, SMS V26 e SMS V186 para operações contra forças da Marinha Imperial Russa a área. Eles foram para Neufahrwasser em 30 de julho. O Magdeburg disparou os primeiros tiros da guerra contra a Rússia em 2 de agosto, quando bombardeou o porto russo de Libau enquanto o Augsburg criava um campo minado próximo do que uma base naval russa avançada. Os russos na verdade já tinham abandonado Libau, que foi ocupada pelo Exército Alemão. O campo minado criado pelo Augsburg foi mal marcado e prejudicou mais as operações alemãs do que as russas. O Magdeburg patrulhou o sul da entrada do Golfo de Riga, ao norte de Libau, entre 6 e 8 de agosto. Em seguida juntou-se ao resto da Divisão de Defesa Litorânea, que foi enviada para o norte com o objetivo de atacar posições russas na Finlândia entre os dias 9 e 15. Durante os ataques bombardeou os faróis de Ristna e Bengtskär e uma estação sinalizadora em Pistna.
Todas as embarcações da Divisão de Defesa Litorânea fizeram uma surtida em 17 de agosto para escoltaram o lança-minas SMS Deutschland, encontrando no dia seguinte os cruzadores blindados russos Gromoboi e Admiral Makarov. Os russos erroneamente acharam que os cruzadores alemães eram na verdade os cruzadores blindados SMS Prinz Heinrich e SMS Roon, assim não atacaram e as duas forças recuaram. A Força Ofensiva foi reorganizada em Danzig no dia 20 como a Unidade Destacada do Almirante. O grande almirante príncipe Henrique da Prússia, o comandante das forças navais alemãs no Báltico, substituiu Mischke com o contra-almirante Ehler Behring. Este imediatamente começou a planejar uma surtida perto da Gotlândia em busca de navios russos. Behring ordenou a operação em 26 de agosto para a procura de forças de reconhecimento inimigas na entrada do Golfo da Finlândia; o Magdeburg também deveria bombardear uma estação de sinalização em Odensholm, no litoral estoniano.

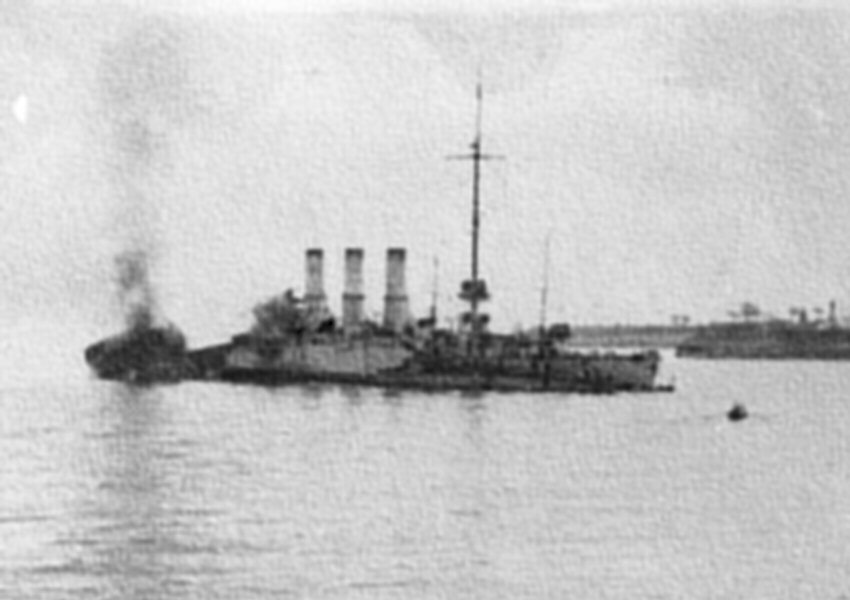
O Magdeburg encalhado em Odensholm

O Magdeburg tinha zarpado um dia antes para poder chegar na área no horário previsto. Encontrou uma neblina espessa na madrugada de 26 de agosto enquanto navegava à quinze nós (28 quilômetros por hora), encalhando às 1h13min perto de um farol em Odensholm. O fundo duplo foi seriamente danificado e o cruzador não conseguiu se libertar. A tripulação tentou reduzir o peso jogando equipamentos no mar, mas o navio permaneceu encalhado. O V26 chegou por volta das 8h30min e tentou puxá-lo, mas também fracassou. O barco torpedeiro então começou a embarcar a tripulação do Magdeburg em preparação para que o cruzador fosse abandonado. Como o farol que seria um de seus alvos durante o bombardeio estava próximo, ele o bombardeou e o destruiu mesmo encalhado.
O cruzador protegido russo Bogatyr e o cruzador blindado Pallada apareceram por volta das 9h00min enquanto a evacuação estava em andamento, tendo sido alertados pela estação de sinalização que o Magdeburg deveria destruir também. Eles abriram fogo ao chegarem. Os alemães destruíram a proa de seu navio, mas não conseguiram destruir o resto antes dos russos o alcançarem. Quinze tripulantes foram mortos no ataque, enquanto o capitão de corveta Richard Habenicht e seu ajudante permaneceram a bordo e foram capturados; eles ficaram em um campo de prisioneiros até março de 1918, quando escaparam e voltaram para a Alemanha. Os livros de código alemães também não foram destruídos; os russos conseguiram recuperar três livros intactos junto com sua chave de decodificação. Eles repassaram uma cópia à Marinha Real Britânica em 13 de outubro. A Marinha Imperial Russa desmontou parcialmente os destroços do Magdeburg, com o restante sendo depois destruído.
A captura dos livros de código proporcionou uma vantagem significativa para a Marinha Real. O Almirantado Britânico tinha recentemente criado um departamento de decodificação especificamente para processar mensagens sem fio alemãs. Com um livro de código e a chave de decodificação, eles foram capazes de rastrear os movimentos da maioria dos navios de guerra alemães, com estas informações podendo ser repassadas para a Grande Frota. Isto permitiu que os britânicos emboscassem partes ou a totalidade da frota alemã em várias ocasiões diferentes, de forma mais bem sucedida na Batalha de Dogger Bank em janeiro de 1915 e na Batalha da Jutlândia em maio de 1916.